# Gare d’Angoulins-sur-Mer
Gare d'Angoulins-sur-Mer – stacja kolejowa w Angoulins, w departamencie Charente-Maritime, w regionie Nowa Akwitania, we Francji.
Jest stacją Société nationale des chemins de fer français (SNCF), obsługiwaną przez pociągi TER Poitou-Charentes.